# Antigny (Vendeia)
Antigny é uma comuna francesa na região administrativa da Pays de la Loire, no departamento de Vendéia. Estende-se por uma área de 22,17 km². Em 2010 a comuna tinha 1 072 habitantes (densidade: 48,4 hab./km²).